# Opcode
In informatica un opcode (operation code, codice operativo) è una porzione d'istruzione in linguaggio macchina che specifica l'operazione che deve essere eseguita. La lunghezza e il formato del codice sono disposti nel set di istruzioni del processore in questione (che può essere una CPU generica o un'unità d'elaborazione più specializzata). Oltre allo stesso codice operativo un'istruzione normalmente ha anche uno o più identificatori per gli operandi (ad esempio i dati) sui quali l'operazione deve agire; va notato che alcune operazioni possono avere operandi impliciti, o nessun operando.
Ci sono set di istruzioni con campi quasi uniformi per l'opcode e gli specificatori degli operandi, così come altri (l'architettura x86 per esempio) con una più complicata struttura a lunghezza variabile.
Un esempio potrebbe essere il numero 0001, codice operativo che indica al calcolatore di effettuare una somma (ADD).
A seconda dell'architettura gli operandi possono essere valori nei registri, valori nello stack, altri valori in memoria, porte I/O, ecc., specificata e accessibile usando un più o meno complesso modello di indirizzamento. I tipi di operazioni includono operazioni aritmetiche, operazioni di copia dei dati, operazioni logiche e controllo del programma, come istruzioni speciali (come CPUID e altri).

## Assembly
L'assembly è un linguaggio di programmazione a basso livello che usa istruzioni ed operandi mnemonici per rappresentare codice macchina. Ciò migliora la leggibilità mantenendo un preciso controllo sulle istruzioni macchina. La maggior parte della programmazione oggi è fatta usando linguaggi di programmazione ad alto livello, che sono tipicamente più facili da leggere e scrivere. Questi linguaggi necessitano di essere compilati (tradotti in linguaggio macchina), o, nei linguaggi di scripting, eseguiti attraverso altri eseguibili compilati.

## Software instruction sets
Gli opcode possono anche essere trovati in ciò che si chiama byte code e altre rappresentazioni indirizzate ad un interprete software anziché un dispositivo hardware. Questi set di istruzioni basati sul software spesso impiegano tipi di dati e operazioni leggermente di più alto livello rispetto alle controparti hardware, ma nonostante tutto sono costruiti lungo modelli similari. Esempi possono essere il linguaggio Java con la Java Virtual Machine (JVM), il bytecode usato nello GNU Emacs per il codice LISP compilato, il Common Intermediate Language (CIL) di .Net e molti altri.